# Onychognathus neumanni
Onychognathus neumanni là một loài chim trong họ Sturnidae.